# Levi, Finland

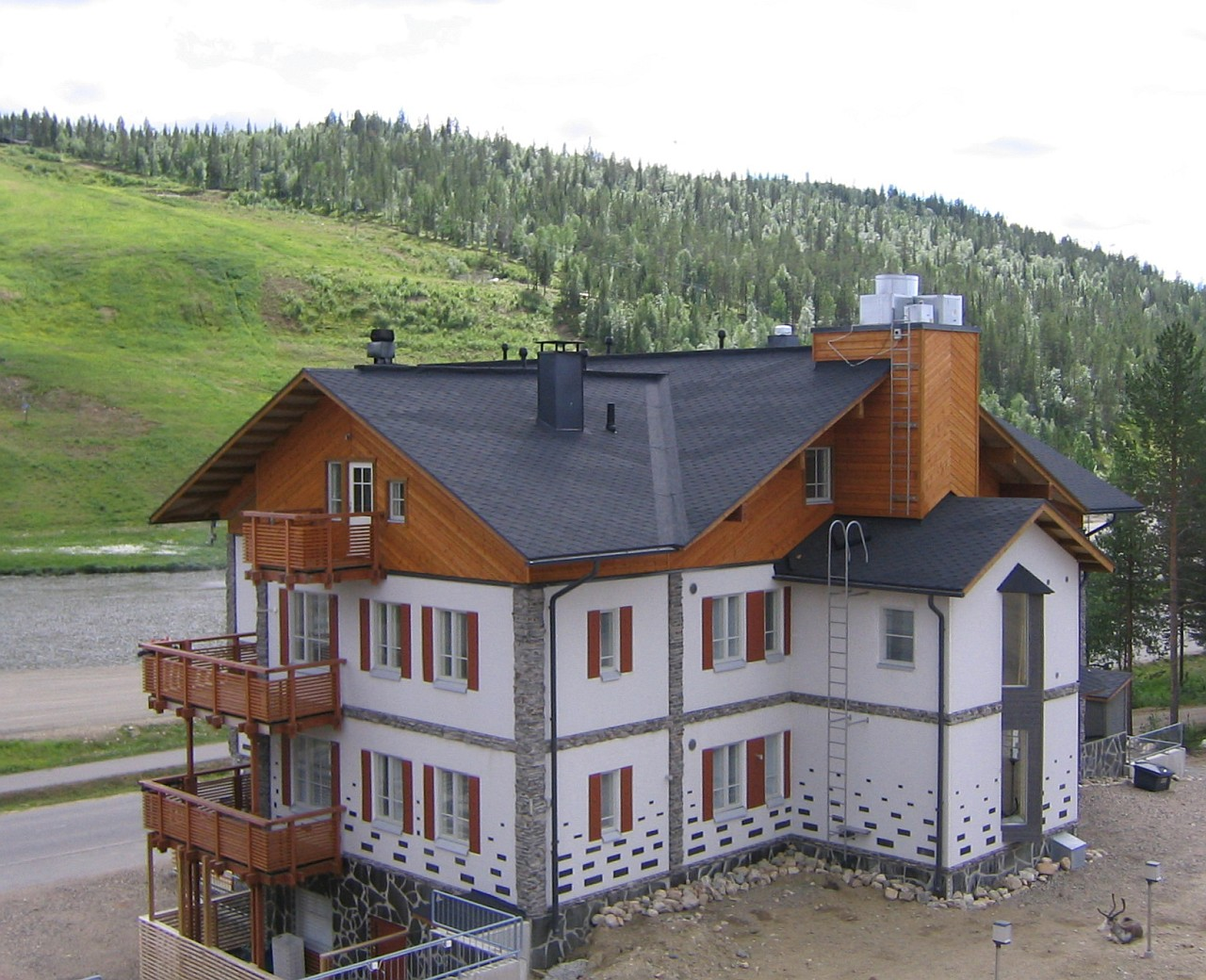
Fritidshus i Levi

Levi i Kittilä kommun i finska Lappland (170 km norr om Polcirkeln) är en vintersportort i Finland. Fjället Levis topp ligger 531 meter över havet. Det finns 43 pister (varav 17 är upplysta) och 26 skidliftar. I Levi finns Finlands första byggda gondollift. Skidorten är känd för att ha världscuptävlingar i slalom. Säsongen är ofta lång i Levi och varar från mitten av oktober till början av juni. 
De flesta pister är blå eller röda, men det finns även fyra svarta pister. Den högsta fallhöjden är 325 meter och den längsta pisten är 2500 meter lång.